# شنبه شب (فیلم ۲۰۲۴)
شنبه شب (به انگلیسی: Saturday Night) یک فیلم درام-کمدی زندگی‌نامه‌ای آمریکایی محصول ۲۰۲۴ به کارگردانی جیسون ریتمن است که در مورد شب اولین نمایش شنبه شب ان‌بی‌سی در سال ۱۹۷۵ است که بعدها به عنوان شنبه شب زنده شناخته شد. در این فیلم گروهی از بازیگران نقش‌آفرینی می‌کنند و گبریل لابل در خالق و تهیه‌کنندهٔ سریال، لورن مایکلز، نقش‌آفرینی می‌کنند. ریچل سنوت، کوری مایکل اسمیت، الا هانت، دیلن اوبرایان، امیلی فیرن، مت وود، لامورن موریس، کیم ماتولا، فین ولفهارد، نیکولاس براون، کوپر هافمن، اندرو بارت فلدمن، کایا گربر، تامی دویی، ویلم دفو، متیو رایس و جی. کی. سیمونز نیز در این فیلم نقش آفرینی می‌کند.
شنبه شب اولین نمایش جهانی خود را در پنجاه و یکمین جشنواره فیلم تلیوراید در ۳۱ اوت ۲۰۲۴ و اکران محدودی در سینماها در ایالات متحده داشت. اولین نمایش آن، قبل از اکران گسترده، توسط گروه سینمایی سونی پیکچرز در ۱۱ اکتبر ۲۰۲۴ آغاز شد. این فیلم با بازی گبریل لابل مورد تحسین قرار گرفت و نقدهای مثبتی از سوی منتقدان دریافت کرد و لابل نامزد بهترین بازیگر مرد در فیلم موزیکال یا کمدی در هشتاد و دومین دوره جوایز گلدن گلوب شد. این فیلم در باکس آفیس ضعیف عمل کرد و در برابر بودجه ۲۵ تا ۳۰ میلیون دلاری آن، ۹٫۸ میلیون دلار فروخت.

## منبع
1. ↑  "Saturday Night". TIFF. Archived from the original on 14 August 2024. Retrieved 14 August 2024.
2. ↑  Malhotra, Rahul (2024-09-29). "'Saturday Night' Nearly Breaks a Domestic Box Office Record in Debut Weekend". Collider (به انگلیسی). Retrieved 2024-09-30.
3. ↑  D'Alessandro, Anthony (October 9, 2024). "'Terrifier 3' Looks To Slash 'Joker: Folie à Deux' At Weekend Box Office With $11M+ Opening – Preview". Deadline Hollywood. Retrieved October 9, 2024.
4. ↑  "Saturday Night". Box Office Mojo. Retrieved November 25, 2024.
5. ↑  "Saturday Night – Financial Information". The Numbers. Archived from the original on September 30, 2024. Retrieved November 25, 2024.